# Xenia Deli
Xenia Deli (n. 27 octombrie 1989, Basarabeasca, RSS Moldovenească, URSS) este un fotomodel din Republica Moldova, care în prezent activează în Los Angeles, California (Statele Unite ale Americii). Ea a apărut pe copertele unor reviste de modă notorii, printre care Elle, FMD Magazine și Sport Illustrated of South Africa. De asemenea, Xenia Deli a apărut și în videoclipuri muzicale, cum ar fi Thinking About You de Calvin Harris și What Do You Mean de Justin Bieber.

## Biografie
Xenia Deli s-a născut în Basarabeasca, RSS Moldovenească, URSS. A studiat literatura și plănuia să devină învățătoare. A învățat și la o școală de modeling. În cadrul unui program de modeling pentru studenți, Deli a concurat într-un concurs 'Beach Bunny', fiind una din cele trei finaliste. Ca urmare, a fost invitată să reprezinte brand-ul într-o campanie publicitară.
La scurt timp după, Xenia Deli l-a întâlnit pe fotograful Gavin O'Neill, care a invitat-o la o sesiune foto. Pozele sale trimise unei agenții de modeling au făcut ca ea să fie invitată la un interviu și apoi să semneze un contract. În 2010 ea s-a mutat în Carolina de Sud.
Pe 4 iunie 2016 Xenia Deli s-a căsătorit cu Ossama Fathi Rabah Al-Sharif, un milionar egiptean în vârstă de 62 ani la acel moment. Nunta a avut loc pe insula Santorini, în Grecia. În 2018, aceștia au devenit părinții unei fetițe.

## Cariera

### Modeling
Deli și-a început cariera pozând pentru fotograful Gavin O'Neill. După prezentarea pozelor respective unei agenții de modă, Xenia a semnat un contract de model. Apoi, ea a semnat cu Elite Model Management în Miami în 2011 și în New York în 2014. A urmat un nou contract cu Victoria's Secret.
De atunci, Xenia Deli a apărut pe copertele a numeroase reviste, printre care Playboy, Love FMD Magazine, Elle Romania și Sport Illustrated of South Africa. A mai apărut în reviste ca: FHM, GQ, Sports Illustrated, Vogue, Harper’s Bazaar și Maxim. În 2012 Xenia Deli a apărut nud în Lovecat Magazine.

### Videoclipuri
Xenia Deli a apărut în videoclipuri muzicale, printre care: „Wake Me Up” de Ionel Istrati și Thinking About You de Calvin Harris. În 2015 Xenia a apărut în clipul lui Justin Bieber pentru piesa What Do You Mean, primind o atenție sporită din partea presei, după ce videoclipurl a fost lansat pe 28 august 2015, apărând și speculații cum că Xenia ar fi într-o relație cu Bieber.

## Legături externe
- Xenia Deli la Internet Movie Database
- Xenia Deli pe Playboy.com
- Catching Up With Justin Bieber’s New Video Vixen Arhivat în 23 ianuarie 2016, la Wayback Machine. at Vogue
- 'I’m single ladies!' at Daily Mail
- Xenia Deli Opens Up About How Justin Bieber Brought Her Closer to God at People
- "Xenia Deli addresses dating rumors", Fox News